# Benjamin Plüss
Benjamin Plüss, né le 3 mars 1979 à Murgenthal, est un joueur professionnel suisse de hockey sur glace. Son frère, Martin Plüss, est également joueur de hockey professionnel.

## Biographie

### Ses débuts
Benjamin Plüss est né le 3 mars 1979 à Murgenthal, dans le canton d'Argovie en Suisse, mais ayant grandi à Bülach, dans le canton de Zurich ; il est le frère cadet de Martin Plüss né en 1977. Il découvre le hockey à Niederhasli, où son entraîneur tchèque, Vladimir Kobera, le fait beaucoup patiner. Il fait ses débuts dans le championnat junior, Juniors Élites A, avec l'équipe de l'EHC Kloten en 1996-1997. Il a également joué en Juniors élites et en 1re ligue avec l'EHC Bülach.
Il fait ses débuts dans le championnat senior trois saisons plus tard en jouant sept rencontres dans le championnat de Ligue nationale A ; il joue sept rencontres de l’EHC Kloten qui terminent septièmes de la saison régulière, équipe dans laquelle son frère aîné évolue depuis 1994-1995. Dans le même temps, Benjamin Plüss et l'équipe junior de Kloten finissent premiers de la saison régulière du championnat ; le cadet Plüss ne joue pas les séries éliminatoires avec l'équipe senior mais il aide son club à devenir champion junior 1998-1999 en battant l'équipe junior SC Langnau Tigers deux matchs à un.
En 2000-2001, Plüss rejoint la Ligue nationale B et le Lausanne HC ; à la fin de la saison régulière son équipe est à la première place du classement, Plüss inscrivant une trentaine de points. Lors des séries éliminatoires, Lausanne frôle l'élimination en demi-finale contre le HC Viège puisqu'il leur faut cinq rencontres pour se qualifier ; lors de la cinquième rencontre, l'équipe est menée 2-0 avant qu'elle réagisse avec deux buts de Plüss et également deux réalisations de Philipp Müller pour une victoire finale 4-3. La finale de la LNB 2001 voit la rencontre entre les deux meilleures équipes de la saison régulière : Lausanne et Bienne. Les joueurs de Lausanne peuvent jouer les matchs de barrage après avoir battu Bienne en trois matchs.
Les matchs de barrage ont lieu contre le Hockey Club La Chaux-de-Fonds ; la patinoire de Lausanne étant occupée par les championnats du monde de curling, tous les matchs prévus à Lausanne sont joués à Genève. La série est prévue au meilleur des sept matchs et Lausanne remporte son ticket pour la montée en LNA en ne perdant que les premier et troisième match. Peu de temps après la montée acquise, Plüss annonce qu'il rejoint le club du SC Langnau Tigers pour la saison suivant.
Il reste avec le club jusqu'en 2003 ; il est en effet libéré par son club fin août.

### HC Fribourg-Gottéron
Il évolue à HC Fribourg-Gottéron, et ce depuis la saison 2003-2004. En août 2010, alors qu'il a 31 ans, il signe une prolongation de contrat jusqu'à la fin de la saison 2013-2014.

## Statistiques
| Saison    | Équipe               | Ligue            |    | Saison régulière | Saison régulière | Saison régulière | Saison régulière | Saison régulière |    | Séries éliminatoires | Séries éliminatoires | Séries éliminatoires | Séries éliminatoires | Séries éliminatoires |
| Saison    | Équipe               | Ligue            | PJ | B                | A                | Pts              | Pun              | PJ               | B  | A                    | Pts                  | Pun                  |                      |                      |
| 1996-1997 | EHC Kloten           | Juniors Élites A | 41 | 5                | 11               | 16               | -                | -                | -  | -                    | -                    | -                    |                      |                      |
| 1997-1998 | EHC Kloten           | Juniors Élites A | 19 | 5                | 12               | 17               | 8                | -                | -  | -                    | -                    | -                    |                      |                      |
| 1998-1999 | EHC Kloten           | Juniors Élites A | 27 | 18               | 14               | 32               | 16               | 6                | 2  | 5                    | 7                    | 6                    |                      |                      |
| 1998-1999 | EHC Kloten           | LNA              | 7  | 0                | 0                | 0                | 0                | -                | -  | -                    | -                    | -                    |                      |                      |
| 2000-2001 | Lausanne HC          | LNB              | 35 | 16               | 13               | 29               | 10               | 16               | 10 | 6                    | 16                   | 4                    |                      |                      |
| 2001-2002 | SC Langnau Tigers    | LNA              | 30 | 6                | 4                | 10               | 37               | 10               | 0  | 2                    | 2                    | 4                    |                      |                      |
| 2002-2003 | SC Langnau Tigers    | LNA              | 43 | 2                | 2                | 4                | 6                | -                | -  | -                    | -                    | -                    |                      |                      |
| 2003-2004 | HC Fribourg-Gottéron | LNA              | 33 | 8                | 7                | 15               | 18               | 4                | 0  | 0                    | 0                    | 4                    |                      |                      |
| 2004-2005 | HC Fribourg-Gottéron | LNA              | 44 | 9                | 11               | 20               | 22               | 11               | 4  | 2                    | 6                    | 8                    |                      |                      |
| 2005-2006 | HC Fribourg-Gottéron | LNA              | 43 | 16               | 18               | 34               | 34               | 16               | 5  | 7                    | 12                   | 12                   |                      |                      |
| 2006-2007 | HC Fribourg-Gottéron | LNA              | 40 | 17               | 11               | 28               | 18               | 4                | 3  | 0                    | 3                    | 4                    |                      |                      |
| 2007-2008 | HC Fribourg-Gottéron | LNA              | 48 | 18               | 24               | 42               | 36               | 10               | 3  | 5                    | 8                    | 2                    |                      |                      |
| 2008-2009 | HC Fribourg-Gottéron | LNA              | 29 | 9                | 12               | 21               | 22               | 11               | 3  | 6                    | 9                    | 2                    |                      |                      |
| 2009-2010 | HC Fribourg-Gottéron | LNA              | 43 | 10               | 15               | 25               | 64               | 5                | 3  | 4                    | 7                    | 4                    |                      |                      |
| 2010-2011 | HC Fribourg-Gottéron | LNA              | 50 | 16               | 15               | 31               | 18               | 4                | 2  | 0                    | 2                    | 2                    |                      |                      |
| 2011-2012 | HC Fribourg-Gottéron | LNA              | 48 | 15               | 27               | 42               | 20               | 11               | 2  | 2                    | 4                    | 6                    |                      |                      |
| 2012-2013 | HC Fribourg-Gottéron | LNA              | 50 | 16               | 15               | 31               | 18               | 18               | 7  | 4                    | 11                   | 22                   |                      |                      |
| 2013-2014 | HC Fribourg-Gottéron | LNA              | 49 | 21               | 17               | 38               | 40               | 10               | 1  | 4                    | 5                    | 4                    |                      |                      |
| 2014-2015 | HC Fribourg-Gottéron | LNA              | 30 | 12               | 7                | 19               | 14               | -                | -  | -                    | -                    | -                    |                      |                      |
| 2015-2016 | HC Fribourg-Gottéron | LNA              | 37 | 7                | 8                | 15               | 14               | 5                | 0  | 0                    | 0                    | 0                    |                      |                      |

| Année     | Équipe               | Compétition      |   | PJ | B | A | Pts | Pun                         |  | Résultat |
| 2012      | Suisse               | CM               | 7 | 0  | 1 | 1 | 2   | 11e place                   |  |          |
| 2012      | HC Fribourg-Gottéron | Trophée européen | 7 | 0  | 2 | 2 | 0   | 7e place de la division Est |  |          |
| 2012      | HC Fribourg-Gottéron | Coupe Spengler   | 3 | 2  | 0 | 2 | 0   | Demi-finaliste              |  |          |
| 2013      | HC Fribourg-Gottéron | Trophée européen | 8 | 4  | 2 | 6 | 2   | 6e place de la division Est |  |          |
| 2014      | Suisse               | CM               | 7 | 0  | 1 | 1 | 2   | 10e place                   |  |          |
| 2014-2015 | HC Fribourg-Gottéron | CHL              | 8 | 0  | 2 | 2 | 2   | Huitième de finale          |  |          |
| 2015-2016 | HC Fribourg-Gottéron | CHL              | 4 | 2  | 1 | 3 | 6   | Phase de groupe             |  |          |
| 2015-2016 | HC Fribourg-Gottéron | Coupe de Suisse  | 1 | 0  | 0 | 0 | 0   | Huitième de finale          |  |          |